# 心血管外科

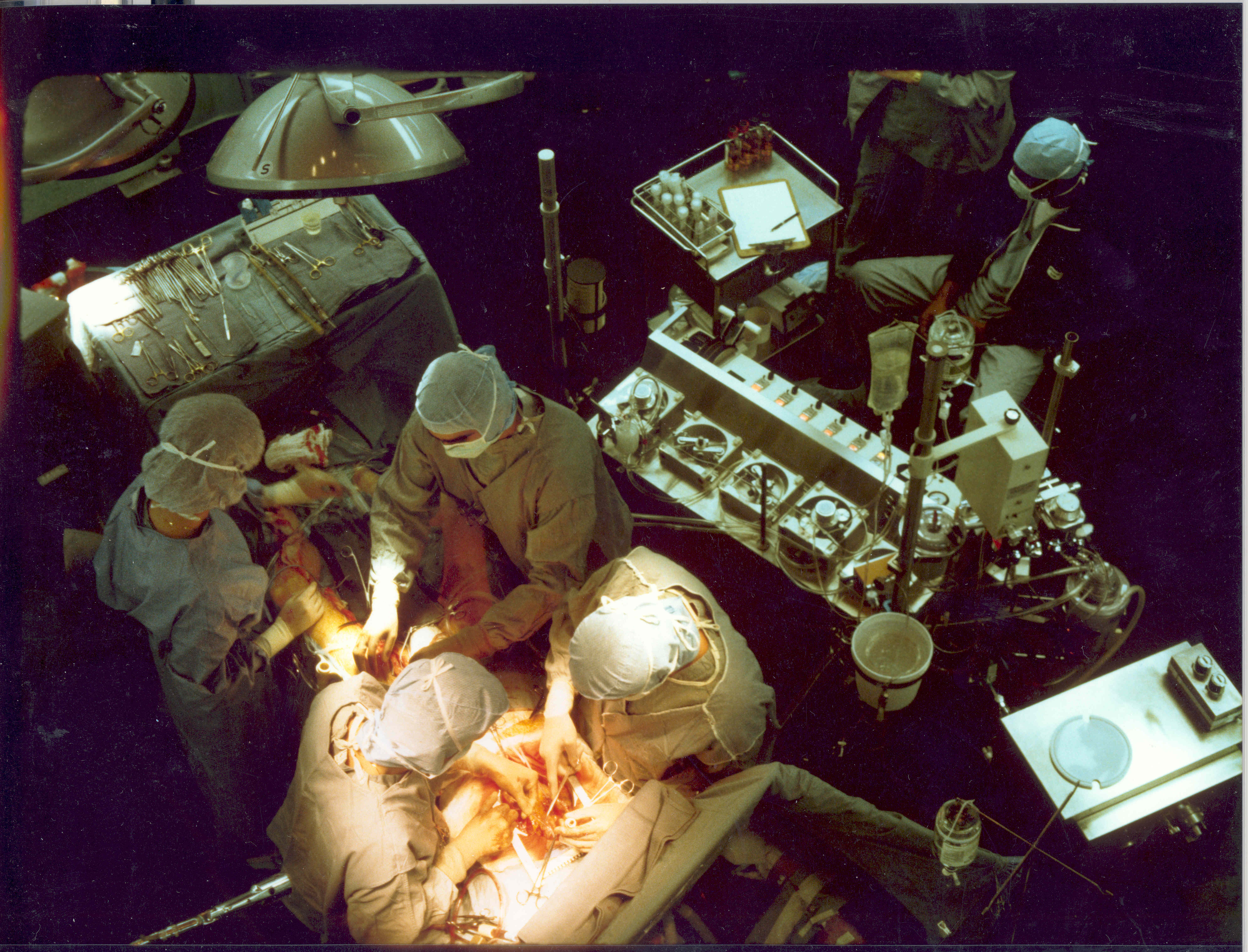
開心手術(冠狀動脈搭橋手術)中使用體外心肺機（在右上角，附四個轉盤即為推動血液的泵）

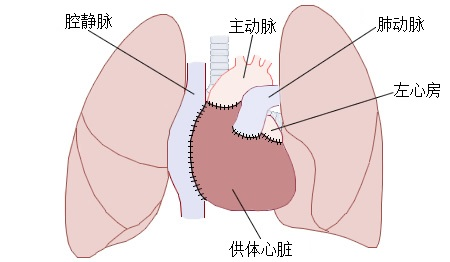
心臟移植與原來的肺和大血管示意圖

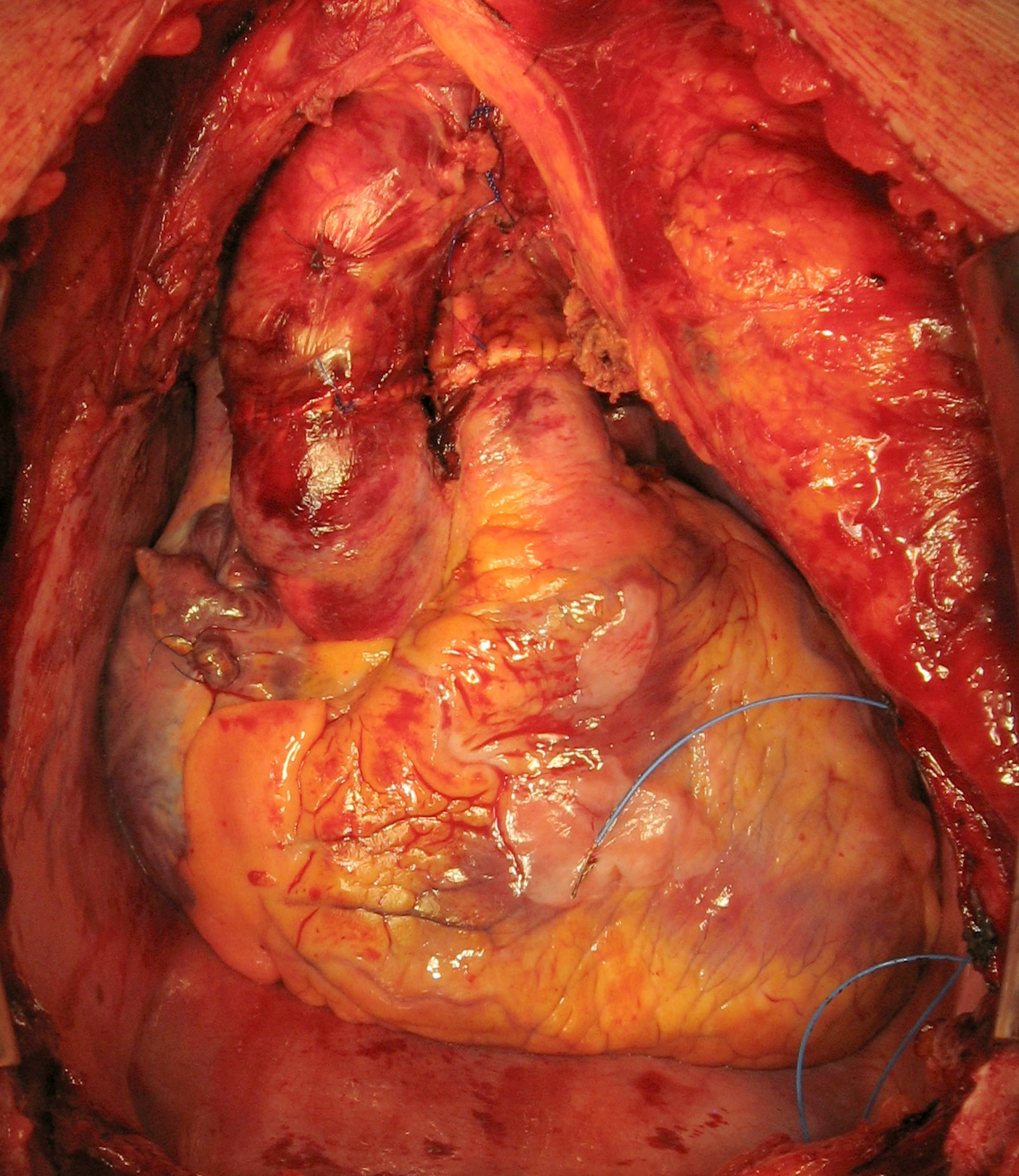
移植後的心臟在受體胸腔中的位置

心血管外科（cardiovascular surgery，CVS）旧称或简称心脏外科（cardiac surgery）、心外科，是外科医师以手术为主治疗心脏及大血管疾病的学科。诊治范围包括心臟移植（換心）、先天性心脏病、瓣膜病（心內膜炎等疾病所致）、冠心病（进行冠狀動脈繞道手術）、大血管畸形、下肢静脉曲张。

## 歷史
心脏手术需要没有血的手术视野和停跳的心臟，因此這類手术十分困难，一度被认为是外科禁区。
已知最早的心脏外科手术是西班牙醫師Francisco Romero於1801年為心包膜積水的患者施行心包膜開窗術。1896年9月7日，德國法蘭克福的 Ludwig Rehn 醫師為一個患者修補刺穿的右心室，術後完全康復，成了第一例成功的心臟心術。
20世纪，一系列心脏外科技术发展起来。先后出现了BT分流、降低体温暂停血液循环、体外心肺循环等技术。

### BT分流
BT分流技术是在肺动脉与主动脉之间建立管道，以缓解肺动脉狭窄造成的人体缺氧症状。该技术由阿尔弗雷德·布莱洛克（英語：Alfred Blalock，1899年4月5日—1964年9月15日）和海伦·陶西格（英語：Helen Brooke Taussig，1898年5月24日—1986年5月20日）首创，因而得名BT分流。

### 降低体温暂停血液循环
加拿大医师威尔弗雷德·戈登·比奇洛（Wilfred Gordon Bigelow，1913-2005）和美国医师约翰·刘易斯（F. John Lewis，1916-1993）是该领域的先驱。比奇洛最先在动物身上做降低体温暂停血液循环实验，获得成功。1952年9月2日由C·沃尔顿·李拉海和F. John Lewis兩位醫師於明尼苏达进行了第一例成功的低溫法開心手術，以矯正先天性的心臟缺陷。但这种技术中心脏停跳时间一般在十分钟左右，因此不能进行复杂的心脏手术。

### 体外心肺循环

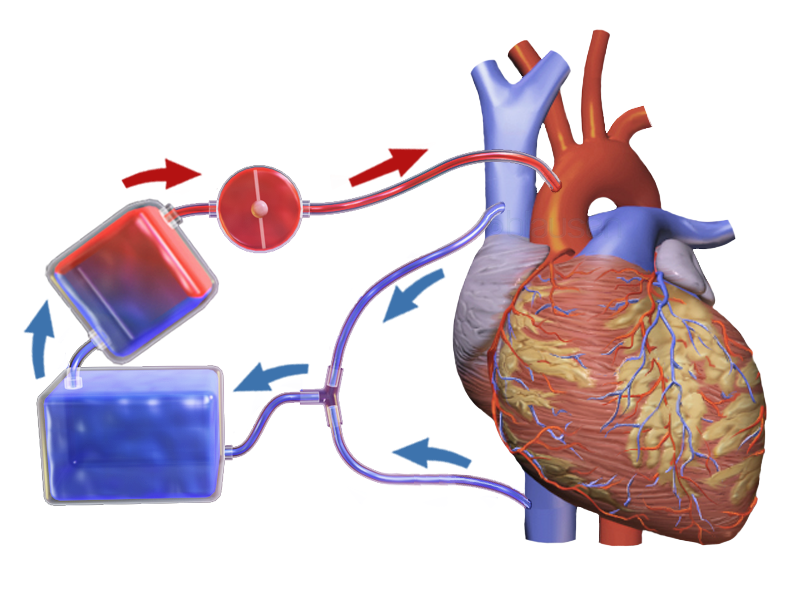
心肺機連接到靠近心臟靜脈和動脈的典型方式，在左側（從上到下）泵，氧合器，貯存器。

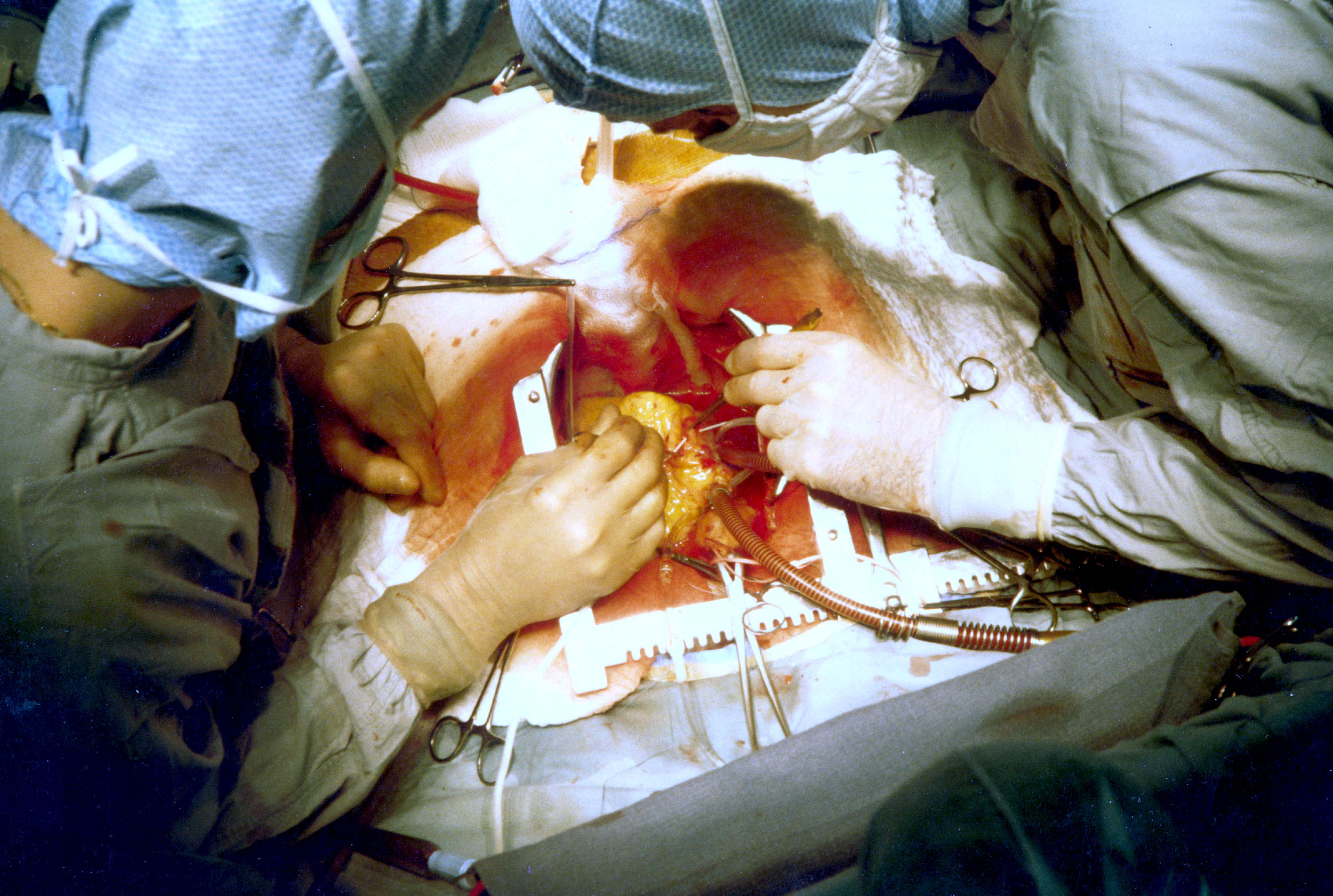
圖片下方所見的導管是主動脈套管（血液從體外循環機器返回）。其上方的導管（被右側的外科醫生遮擋住）是靜脈套管（從體循環中接受血液）。患者的心臟是停跳的，主動脈被鉗夾住(冠狀動脈搭橋手術)，病患頭在下方。

體外心肺循環指将患者的血液在体外的機器進行氧氣交換，再输送回体内的技术。在此期间心臟停止跳動，进行手術。1953年，賓州傑弗遜醫學院的醫師约翰·希舍姆·吉本（1903-1973）在一个18岁的病人身上完成了第一例成功的体外心肺循环手术。但当时低温法更受关注，而且接下去的三次手术都失败，使该技术的应用陷入低潮。
1954-1955年，明尼苏达大学的外科医生沃尔顿·李拉海（1919——1999）利用患者的父母當作 '體外心肺機'，完成了45例手术，近一半获得成功。
在吉本第一例手术5年后，明尼苏达州梅約診所的醫師约翰·韦伯斯特·柯克林（John Webster Kirklin，1917-2004)使用 '長臂猿式' 充氧泵，完成一系列成功的手術，很快地世界各地的醫師也跟進使用。后来，该技术也结合了低温法，局部降溫以減少心肌耗氧。

## 相关影视资料
央视纪录片《手术两百年》第四集对近现代心脏外科发展史做过详细阐述。

## 外部連結
- (英文)美國心臟學會 （页面存档备份，存于）
- "Congenital Heart Disease Surgical Corrective Procedures" （页面存档备份，存于） - a list of surgical procedures
- The Heart Disease Information Center （页面存档备份，存于）
- What to expect before, during and after heart surgery （页面存档备份，存于） from Children's Hospital Heart Center, Seattle.
- Heart surgery slideshow （页面存档备份，存于） from Children's Hospital Heart Center, Seattle. this is not relieable information